# Крестовоздвиженская церковь (Суздаль)
Церковь Воздвижения Креста Господня в Коровниках (Крестовоздвиженская церковь) — недействующий православный храм в городе Суздале Владимирской области, в районе Коровники. Построен в 1696 году на левом берегу Каменки неподалёку от Спасо-Евфимиева монастыря. Рядом с зимней Крестовоздвиженск церковью расположена парная летняя церковь Косьмы и Дамиана XVIII века.
Возведена на средства Спасо-Евфимиева монастыря и представляет собой небольшое одноглавое бесстолпное сооружение, состоящее из двух клетей и глубокой полукруглой апсиды. Церковь построена из кирпича и имеет двускатное покрытие. Более высокая клеть увенчана небольшой главкой на довольно широком барабане. Над входом в церковь поставлен восьмерик шатровой колокольни с двумя рядами слуховых окон, оканчивающийся маленькой луковичной главкой. Церковь украшена угловыми пилястрами и карнизом из лекального кирпича.
Памятник архитектуры федерального значения. Здание реставрировали в 1970 году.